# Monohelea pulchripennis
Monohelea pulchripennis är en tvåvingeart som först beskrevs av Jean-Jacques Kieffer 1911.  Monohelea pulchripennis ingår i släktet Monohelea och familjen svidknott.
Artens utbredningsområde är Seychellerna. Inga underarter finns listade i Catalogue of Life.